# Antonijnse dynastie
De Antonijnse dynastie is een dynastie van Romeinse keizers die aan de macht was van 138 tot 192.  De keizers van het Antoninische Huis maken deel uit van de Adoptiefkeizers met uitzondering van Commodus.  Op het eerste gezicht is er geen sprake van een echte dynastie omdat er geen directe verwantschap tussen de keizers lijkt te bestaan.  Verwantschap bestaat echter wel via de keizerinnen, aangezien echter de keizerlijke dochters zo veel mogelijk worden gehuwd met de aangenomen zoons.  Uiteindelijk is Antoninus Pius zowel de adoptief grootvader (via Marcus Aurelius) als de echte grootvader (via Faustina de Jongere) van Commodus.
De keizers, keizerinnen (Augusta), medekeizers en Caesars van de dynastie zijn (de jaartallen geven de periode aan waarin ze deze titel hebben gedragen):
- Antoninus Pius (138-161)
  - Augusta: Faustina de Oudere (138-140/141)
  - Caesar: Marcus Aurelius (139-161)
- Marcus Aurelius (161-180)
  - Augusta: Faustina de Jongere (146-circa 175)
  - Caesar: Annius Verus (166-169/170)
  - medekeizer: Lucius Verus (161-169)
    - Augusta: Lucilla (164-182/183)

  - Caesar: Commodus (166-177)
  - medekeizer: Commodus (177-180)
- Commodus (180-192)
  - Augusta: Crispina (177-182/183).

De Antonijnse dynastie eindigt met de moord op Commodus op 31 december 192 en wordt na een burgeroorlog in 193 opgevolgd door de Severische dynastie.
|                       |                       |                       |                       |                       |                       |  |  |                          |                          |                          |                          | Antoninus Pius (keizer)  | Antoninus Pius (keizer)  | Antoninus Pius (keizer) | Antoninus Pius (keizer) | Antoninus Pius (keizer) | Antoninus Pius (keizer) |                     |                     | Faustina de Oudere  | Faustina de Oudere  | Faustina de Oudere | Faustina de Oudere | Faustina de Oudere | Faustina de Oudere |  |  |  |  |  |  |
|                       |                       |                       |                       |                       |                       |  |  |                          |                          |                          |                          | Antoninus Pius (keizer)  | Antoninus Pius (keizer)  | Antoninus Pius (keizer) | Antoninus Pius (keizer) | Antoninus Pius (keizer) | Antoninus Pius (keizer) |                     |                     | Faustina de Oudere  | Faustina de Oudere  | Faustina de Oudere | Faustina de Oudere | Faustina de Oudere | Faustina de Oudere |  |  |  |  |  |  |
|                       |                       |                       |                       |                       |                       |  |  |                          |                          |                          |                          |                          |                          |                         |                         |                         |                         |                     |                     |                     |                     |                    |                    |                    |                    |  |  |  |  |  |  |
|                       |                       |                       |                       |                       |                       |  |  | Marcus Aurelius (keizer) | Marcus Aurelius (keizer) | Marcus Aurelius (keizer) | Marcus Aurelius (keizer) | Marcus Aurelius (keizer) | Marcus Aurelius (keizer) |                         |                         | Faustina de Jongere     | Faustina de Jongere     | Faustina de Jongere | Faustina de Jongere | Faustina de Jongere | Faustina de Jongere |                    |                    |                    |                    |  |  |  |  |  |  |
|                       |                       |                       |                       |                       |                       |  |  | Marcus Aurelius (keizer) | Marcus Aurelius (keizer) | Marcus Aurelius (keizer) | Marcus Aurelius (keizer) | Marcus Aurelius (keizer) | Marcus Aurelius (keizer) |                         |                         | Faustina de Jongere     | Faustina de Jongere     | Faustina de Jongere | Faustina de Jongere | Faustina de Jongere | Faustina de Jongere |                    |                    |                    |                    |  |  |  |  |  |  |
|                       |                       |                       |                       |                       |                       |  |  |                          |                          |                          |                          |                          |                          |                         |                         |                         |                         |                     |                     |                     |                     |                    |                    |                    |                    |  |  |  |  |  |  |
|                       |                       |                       |                       |                       |                       |  |  |                          |                          |                          |                          |                          |                          |                         |                         |                         |                         |                     |                     |                     |                     |                    |                    |                    |                    |  |  |  |  |  |  |
|                       |                       |                       |                       |                       |                       |  |  |                          |                          |                          |                          |                          |                          |                         |                         |                         |                         |                     |                     |                     |                     |                    |                    |                    |                    |  |  |  |  |  |  |
| Lucius Verus (keizer) | Lucius Verus (keizer) | Lucius Verus (keizer) | Lucius Verus (keizer) | Lucius Verus (keizer) | Lucius Verus (keizer) |  |  | Lucilla                  | Lucilla                  | Lucilla                  | Lucilla                  | Lucilla                  | Lucilla                  |                         |                         | Commodus (keizer)       | Commodus (keizer)       | Commodus (keizer)   | Commodus (keizer)   | Commodus (keizer)   | Commodus (keizer)   |                    |                    |                    |                    |  |  |  |  |  |  |
| Lucius Verus (keizer) | Lucius Verus (keizer) | Lucius Verus (keizer) | Lucius Verus (keizer) | Lucius Verus (keizer) | Lucius Verus (keizer) |  |  | Lucilla                  | Lucilla                  | Lucilla                  | Lucilla                  | Lucilla                  | Lucilla                  |                         |                         | Commodus (keizer)       | Commodus (keizer)       | Commodus (keizer)   | Commodus (keizer)   | Commodus (keizer)   | Commodus (keizer)   |                    |                    |                    |                    |  |  |  |  |  |  |